# Serhij Prjadun
Serhij Anatolijovyč Prjadun (* 11. října 1974) je bývalý ukrajinský zápasník–volnostylař.

## Sportovní kariéra
Vyrůstal v rodné charkovské obci Krasnopavlivka, kde se věnoval zápasení od 12 let pod vedením Vasilije Matjuščenka. Jako talentovaného sportovce si ho záhy trenéři stáhli na sportovní střední školu do Brovar na předměstí Kyjeva. Vrcholově se připravoval v armádním tréninkovém centru CSKA v Kyjevě. V ukrajinské mužské reprezentaci se pohyboval od roku 1995 ve váze do 100 kg. V roce 1996 dostal v ukrajinské nominaci na olympijské hry v Atlantě přednost Dagestánec Sagid Murtazalijev. Od roku 1998 se v reprezentaci neprosazoval na úkor osetského Vadima Tasojeva.
Od roku 2002 přestoupil do nejtěžší váhové kategorie do 120 kg. V roce 2003 se čtvrtým místem na mistrovství světa v New Yorku kvalifikoval na olympijské hry v Athénách v roce 2004, kde nepostoupil ze základní skupiny přes Kubánce Alexise Rodrígueze. V Athénách papírově zastupoval krymský klub Tavrija Simferopol, proto ho krymští separatisté uvádějí jako reprezentanta Krymské republiky.
Sportovní kariéru ukončil po prohrané ukrajinské nominaci na olympijské hry v Pekingu v roce 2008. Žije s rodinou v Kyjevě.

## Výsledky
| Olympijské hry     |    |    |   | —  |    |   |   | — |   |     |    | úč. |   |   |    |  |  |  |
| Mistrovství světa  | —  | —  | — |    | 5. | — | — |   | — | úč. | 4. |     | — | — | —  |  |  |  |
| Mistrovství Evropy | —  | —  | — | 6. | —  | — | — | — | — | —   | 2. | 3.  | — | — | 2. |  |  |  |
| MS nadějí          | 5. |    |   |    |    |   |   |   |   |     |    |     |   |   |    |  |  |  |
| ME nadějí          |    | 2. |   |    |    |   |   |   |   |     |    |     |   |   |    |  |  |  |